# Хлопчик мій!
«Хлопчик мій!» — радянський художній фільм 1962 року, знятий на кіностудії «Казахфільм».

## Сюжет
Історія хлопця Єрбола, який з «маминого синочка», що не вміє зробити жодного самостійного кроку, за допомогою колективу перетворився на рішучу, серйозну людину, хорошого товариша.

## У ролях
- Алмас Бекбосинов — Єрбол
- Раїса Мухамедьярова — Бібігуль
- Мухтар Бахтигерєєв — Єсен
- Валентина Хмара — Зоя
- Костянтин Сорокін — Брикін
- Рахія Койчубаєва — Хадіша Ахметівна
- Мулюк Суртубаєв — Кабакбаєв
- Євген Попов — Василь Андрійович
- Тлек Іргалієв — Дарібай
- Муза Крепкогорська — Марія Євдокимівна
- Валентин Брилєєв — шофер
- Асаналі Ашимов — Мурат
- Лідія Мартюшова — Таня
- Володимир Смирнов — Володя
- Валентина Харламова — Марія Миколаївна
- Зінаїда Морська — сусідка
- Сайфулла Тельгараєв — епізод
- Камал Кармисов — епізод
- Нукетай Мишбаєва — епізод
- Мануар Абдулліна — епізод
- Марія Озерова — епізод
- Танат Жайлібеков — епізод
- Суат Абусеїтов — епізод

## Знімальна група
- Режисер — Емір Файк
- Сценарист — Анатолій Галієв
- Оператор — Борис Сігов
- Композитор — Олександр Зацепін